# Asphondylia nepetaflorae
Asphondylia nepetaflorae är en tvåvingeart som beskrevs av Fedotova 2003. Asphondylia nepetaflorae ingår i släktet Asphondylia och familjen gallmyggor. Inga underarter finns listade i Catalogue of Life.